# Cyphura costalis
Cyphura costalis är en fjärilsart som beskrevs av Butler. Cyphura costalis ingår i släktet Cyphura och familjen Uraniidae. Inga underarter finns listade i Catalogue of Life.